# Inițiativa celor Trei Mări
Inițiativa celor Trei Mări (ITM) este o platformă politică a țărilor membre UE din Europa Centrală și de Est. Scopul expres al "Inițiativei" este stimularea cooperării în regiune, accelerarea proceselor de modernizare a infrastructurii și consolidarea independenței energetice. Lansată de președinții Poloniei și Croației, Andrzej Duda și Kolinda Grabar-Kitarović în 2015, "Inițiativa celor Trei Mări" include în prezent 12 state membre ale Uniunii Europene, cuprinse între Marea Baltică, Marea Adriatică și Marea Neagră. Este vorba despre: Polonia, Ungaria, Cehia și Slovacia, cele trei țări baltice (Lituania, Letonia, Estonia), apoi Austria, Slovenia, Croația, România și Bulgaria. Cu o singură excepție – Austria – toate au fost state membre ale sistemului socialist, ori chiar au făcut parte din fosta Uniune Sovietică.

## Istoric
Proiectul a fost prezentat la finele lunii septembrie 2015, la Adunarea Generală a ONU de la New York, ca o inițiativă a președintelui Croației, Kolinda Grabar-Kitarović, și a președintelui polonez Andrzej Duda. Summit-ul de la Dubrovnik din 2016 a deschis dialogul sub egida "Inițiativei celor Trei Mări", urmat în 2017 de summi-tul de la Varșovia, în cadrul căruia celor 12 state membre li s-a alăturat Președintele Statelor Unite, Donald Trump. Al treilea summit a avut loc la București, în perioada 17–18 septembrie 2018.

### Summit-uri
| # | Dată                  | Locație            | Gazdă                    |
| - | --------------------- | ------------------ | ------------------------ |
| 1 | 25–26 august 2016     | Dubrovnik, Croația | Kolinda Grabar-Kitarović |
| 2 | 6–7 iulie 2017        | Varșovia, Polonia  | Andrzej Duda             |
| 3 | 17–18 septembrie 2018 | București, România | Klaus Iohannis           |

## Obiective
În primul rând, "Inițiativa" urmărește să contribuie la dezvoltarea economică a Europei Centrale și de Est prin conectivitatea infrastructurii în trei domenii principale: transporturi (ex.:Via Carpatia), energie și digital. Al doilea obiectiv este acela de a spori convergența reală între statele membre UE, contribuind astfel la consolidarea unității și a coeziunii în cadrul UE. În al treilea rând, "Inițiativa" are rolul de a contribui la întărirea legăturilor transatlantice.

## Proiecte
Inițiativa este strâns legată de trei mari proiecte de infrastructură în regiune:
- o autostradă pe direcția nord–sud, Via Carpatia, care urmează să lege Klaipėda (Lituania) de Salonic (Grecia);
- infrastructură de gaz natural lichefiat, cu terminale oceanice în Polonia și Croația și o conductă de legătură.
- Rail-2-Sea